# 소케이촌
소케이촌(磯鶏村)은 이와테현 시모헤이군에 설치되었던 촌이다. 현재의 미야코시에 해당한다.

## 연혁
- 1889년 4월 1일 - 정촌제 시행에 따라 이소계촌·오야마다촌·가나하마촌·다카하마촌·야키자와촌의 합계 5개 마을이 합병해 신제의 이소계촌이 성립하였다.
- 1941년 2월 11일 - 미야코 정·센토쿠 촌·야마구치 촌과 합병해 미야코 시가 되었다.